# Yorosen!
《Yorosen!》（よろセン！）是東京電視網從2008年10月6日起至2009年3月27日在日本時間深夜播出的Hello! Project節目，承接原時段的《Berikyuu!》及《Haromoni@》。

## 概要
- 由早安少女組。、Berryz工房和℃-ute分別扮演老師，教授其它成員各種有用的知識。
- 節目名稱是「（老師請多指教！）」的簡稱。

## 演出者
- 早安少女組。
- Berryz工房
- ℃-ute
- 真野惠里菜

## 每週簡介
| 播放日期                     | 平均 收視                    | 老師擔當 （主持） | 主題         | 備註                                             |
| ---------------------------- | ---------------------------- | ----------------- | ------------ | ------------------------------------------------ |
| 2008年10月6日至10月10日      | 2.00%                        | 田中麗奈          | 總理大臣     |                                                  |
| 2008年10月13日至10月17日     | 1.82%                        | 久住小春          | 大相撲       |                                                  |
| 2008年10月20日至10月24日     | 1.68%                        | 高橋愛            | 江戶時代     |                                                  |
| 2008年10月27日至10月31日     | 1.48%                        | 龜井繪里          | 吞拿魚       |                                                  |
| 2008年11月3日至11月7日       | 1.24%                        | 菅谷梨沙子        | 幻想世界     |                                                  |
| 2008年11月10日至11月14日     | 1.70%                        | 清水佐紀          | 日式燒肉     | 最後兩集於課室外拍攝，邀請燒肉名門中村真敏作嘉賓 |
| 2008年11月17日至11月21日     | 1.60%                        | 嗣永桃子          | 最新家電     | 最後兩集於課室外拍攝                             |
| 2008年11月24日至11月28日     | 1.82%                        | 鈴木愛理          | 高爾夫球     |                                                  |
| 2008年12月1日至12月5日       | 1.20%                        | 中島早貴          | 世界偉人     | 其中關於希特勒的一集引起廣泛批評                 |
| 2008年12月8日至12月12日      | 1.58%                        | 熊井友理奈        | 時裝         | 第一集先宣讀道歉聲明                             |
| 2008年12月15日至12月19日     | 1.40%                        | 矢島舞美          | 世界菜餚     |                                                  |
| 2008年12月22日至12月26日     | 1.46%                        | 梅田繪理香        | -            | 聖誕特輯，由℃-ute製作聖誕甜品                    |
| 2008年12月29日至2009年1月2日 | 2008年12月29日至2009年1月2日 | 新年暫停一週      | 新年暫停一週 | 新年暫停一週                                     |
| 2009年1月5日至1月9日         | 1.66%                        | 新垣里沙          | 成人式       | 平均收視1.45%，1月5日至9日，及1月12日            |
| 2009年1月12日至1月16日       | 1.44%                        | 新垣里沙          | 成人式       | 平均收視1.45%，1月5日至9日，及1月12日            |
| 2009年1月12日至1月16日       | 1.44%                        | 光井愛佳          | 寵物         | 平均收視1.69%，1月13日至16日，及1月19日至22日    |
| 2009年1月19日至1月23日       | 1.60%                        | 光井愛佳          | 寵物         | 平均收視1.69%，1月13日至16日，及1月19日至22日    |
| 2009年1月19日至1月23日       | 1.60%                        | 錢琳              | 中國最新情報 | 平均收視1.40%，1月23日，及1月26日至30日          |
| 2009年1月26日至1月30日       | 1.42%                        | 錢琳              | 中國最新情報 | 平均收視1.40%，1月23日，及1月26日至30日          |
| 2009年2月2日至2月6日         | 1.78%                        | 有原栞菜          | 美術         |                                                  |
| 2009年2月9日至2月13日        | 1.42%                        | 岡井千聖          | 學活         |                                                  |
| 2009年2月16日至2月20日       | 1.56%                        | 道重沙由美        | 鐵道         |                                                  |
| 2009年2月23日至2月27日       | 1.68%                        | 李純              | 全國駅弁美食 |                                                  |
| 2009年3月2日至3月6日         | 1.74%                        | 夏燒雅            | 遊戲         |                                                  |
| 2009年3月9日至3月13日        | 1.74%                        | 德永千奈美        | 生態學       |                                                  |
| 2009年3月16日至3月20日       | 2.02%                        | 須藤茉麻          | 卓球大會     |                                                  |
| 2009年3月23日至3月27日       | 1.76%                        | 萩原舞            | 總集編       | 最後一集收錄光井及道重的外景花絮                 |

## 播放時間
- 東京電視台（延續的時段。）

| 日期             | 播放時間                                     | 收視         | 收視              | 收視   |
| 日期             | 播放時間                                     | 最高         | 最低              | 平均   |
| ---------------- | -------------------------------------------- | ------------ | ----------------- | ------ |
| 逢星期一、二、四 | 晚上24:53－25:00（即翌日凌晨00:53－01:00）   | 3.3%（熊井） | 0.4%（新垣）      | 1.896% |
| 逢星期三         | 晚上25:13－25:20（即星期四凌晨01:13－01:20） | 2.2%（田中） | 0.6%（新垣/梅田） | 1.038% |
| 逢星期五         | 晚上25:53－26:00（即星期六凌晨01:53－02:00） | 2.0%（萩原） | 0.3%（熊井）      | 1.358% |
| 收視總結：       | 收視總結：                                   | 3.3%（熊井） | 0.3%（熊井）      | 1.617% |

## 收視總結
由於星期五的播放時間比較晚，至凌晨2:00，因此收視平均比較偏低，最高也不過2.0%。星期三比較特別，雖然播放時間比星期五早很多，但平均收視卻比星期五更低。另外，星期四收視比星期一、二高出很多，平均收視竟達2.188%之高。
- 最高收視率：3.3%（2008年12月11日創下，並打破Haromoni@最高收視3.2%）
- 最低收視率：0.3%（2008年12月12日創下，並打破Haromoni@最低收視0.7%）
- 總平均收視：1.617%（對上的節目Haromoni@總平均收視為1.657%）

## 片尾曲
- 主要播放Up-Front集團近期新曲作為宣傳
- 如近期沒有新曲則播放Berryz工房的《成吉思汗》（ジンギスカン）

## 內容爭議

### 希特勒事件
2008年12月4日，節目《YoroSEN!》內一個關於「世界偉人」的環節，舉了二次大戰的發動者希特勒作為世界偉人的例子。節目中的希特勒以可愛的效果登場，所針對的內容，全是對希特勒演說的稱讚。主持不斷以「希特勒叔叔」稱之，最後更教導℃-ute成員模仿希特勒說話的語氣。節目播出後，隨即引起網絡的批評，並迅速引起傳媒關注，由於批評聲音不斷，吉本興業的子公司SSM最終於4日後，在公司主網頁刊登道歉聲明，並再次被廣泛報導，東京電視台亦於同日作出簡短道歉，節目《YoroSEN!》亦於下一集播放時先宣讀道歉聲明。節目《YoroSEN!》在深夜00:53播出，對象主要是Hello! Project的歌迷，向來在逢星期四晚上（星期五凌晨）均能獲得相當理想的收視率（平均高於2%），希特勒那集正是選在星期四播放。那集的主持中島早貴，只是一位年僅14歲的小女孩，經紀公司事後解釋說她們只是按照劇本演出。

### 各方反應
- 日本：歌迷反應強烈。SSM表示會嚴重注意，今後會徹底檢討公司內部體制。
- 歐美：引起大量負面批評。有德國歌迷表示希特勒不能稱作「Great」，應該稱作「Worst」；亦有波蘭歌迷詳細複述家園被毀的慘況、紀念碑遍滿城鄉的光景。部份歌迷出現矛盾情緒，有歌迷更表示希望節目《YoroSEN!》能夠立即停播。
- 台灣：反應比較冷淡[8]，傳媒便嘗試把焦點放在℃-ute身上。[9]
- 大陸：大陸媒體只是在少数网络媒体上进行少量该事件的报道。[10]